# سان بلاس (محطة مترو أنفاق مدريد)
سان بلاس (بالإسبانية: San Blas)‏ هي محطة مترو أنفاق في مدريد في إسبانيا، تقع على الخط رقم 7.